# Racâș - Hida
Racâș - Hida este o arie protejată (arie specială de conservare — SAC, sit de importanță comunitară — SCI) din România, desemnată în scopul protejării biodiversității și menținerii într-o stare de conservare favorabilă a florei spontane și faunei sălbatice, precum și a habitatelor naturale de interes comunitar aflate în arealul zonei protejate. Aceasta se întinde pe o suprafață de 239,7 ha, integral pe uscat.

## Localizare
Situl se întinde pe teritoriile administrative ale comunelor Bălan și Hida din județul Sălaj. Centrul sitului Racâș - Hida este situat la coordonatele 47°06′29″N 23°14′31″E / 47.108128°N 23.241936°E.

## Înființare
Situl Racâș - Hida  (ROSCI0209) a fost declarat sit de importanță comunitară în decembrie 2007 pentru a proteja 1 specie de plante și 2 specii de animale. Situl a fost protejat și ca arie specială de conservare în mai 2022. Acesta include rezervația naturală Poiana cu narcise de la Racâș-Hida.

## Biodiversitate
Situată în ecoregiunea continentală, aria protejată conține 1 habitat natural: Păduri de stejar și de carpen dacice.
La baza desemnării sitului se află mai multe specii protejate:
- plante (1): stânjenelul sălbatic de stepă (Iris aphylla subsp. hungarica)
- amfibieni (1): izvoraș-cu-burta-galbenă (Bombina variegata)
- mamifere (1): lupul (Canis lupus)

Pe lângă speciile protejate, pe teritoriul sitului au mai fost identificate 9 specii de mamifere.